# Desfluran
Desfluran (łac. desfluranum), CF
3CHF−O−CHF
2 – organiczny związek chemiczny z grupy eterów, heksafluorowa pochodna eteru etylowo-metylowego. Występuje w formie dwóch enancjomerów; produkt farmaceutyczny jest racematem. Stosowany jako anestetyk w znieczuleniu ogólnym. Przy przedłużonym kontakcie z suchym wapnem sodowanym ulega rozkładowi do fluoroformu i tlenku węgla.